# Studena (Babušnica)
Studena (cirill betűkkel Студена) egy falu Szerbiában, a Piroti körzetben, a Babušnicai községben.

## Népesség
- 1948-ban 1 414 lakosa volt.
- 1953-ban 1 315 lakosa volt.
- 1961-ben 1 150 lakosa volt.
- 1971-ben 819 lakosa volt.
- 1981-ben 599 lakosa volt.
- 1991-ben 372 lakosa volt
- 2002-ben 200 lakosa volt,[1] akik közül 198 szerb (99%) és 2 ismeretlen.[2]